# Louis C. de Villiers
Louis Celliers de Villiers (* 23. Februar 1882 in Wellington; † 9. Oktober 1958 in Pretoria) war ein südafrikanischer Fußballspieler und Geologe.

## Karriere
Louis C. wurde als zweites von vier Kindern von Christoffel Coetzee de Villiers (1850–1887) und Sara Susanna Celliers (1850–1892) in Kapstadt geboren. Die Eltern starben früh, sodass er letztendlich von seinem Onkel Japie Celliers adoptiert wurde. 1897 begleitete er seinen Onkel ins vereinigte Königreich und beendete seine Schule in Edinburgh.
Danach ging er nach Freiberg (Sachsen), wo er sich 1904 als Bergbauvermesser und ein Jahr später als Bergbauingenieur qualifizierte. Er wechselte an die Albert-Ludwigs-Universität in Freiburg i. Br., wo er im November 1907 im Fach Geologie promovierte.
De Villiers schloss sich dem Freiburger FC an, für den er in der vom Verband Süddeutscher Fußball-Vereine organisierten Meisterschaft in der regional höchsten Spielklasse, im Gau Oberrhein, einem von drei Gauen im Südkreis, Punktspiele bestritt. Aus diesem mit seiner Mannschaft als Sieger hervorgegangen, nahm er auch an der sich anschließenden Endrunde Südkreis teil, die ebenfalls gewonnen wurde und zur Teilnahme an der Endrunde um die Süddeutsche Meisterschaft berechtigte. Nachdem das Hin- und Rückspiel des Halbfinale gegen den 1. Hanauer FC 1893 jeweils mit 1:0 am 14. und 21. April 1907 gewonnen wurde, erreichte der Freiburger FC das Finale. Beim 1. FC Nürnberg, dem Sieger des Ostkreises, der per Freilos ins Finale einzog, wurde am 28. April ein 1:1-Unentschieden erzielt, das Rückspiel am 5. Mai mit 3:1 gewonnen.
Als Teilnehmer an der Endrunde um die Deutsche Meisterschaft bestritt er am 12. Mai in Nürnberg das mit 3:2 gewonnene Halbfinale gegen den VfB Leipzig und das am 19. Mai in Mannheim mit 3:1 gewonnene Finale gegen den BTuFC Viktoria 89.
Bereits Ende 1907 kehrte De Villiers nach Südafrika zurück, wo er an der Universität arbeitete und 1920 der erste Professor für Geologie an der Universität Pretoria wurde und diese Stelle bis zu seiner Emeritierung 1947 innehatte. Er sammelte etliche Gesteine, Fossilien etc. und zu seinen Ehren wurde die Sammlung in ein Museum mit seinem Namen umgewandelt. Ebenso begleitete ihn zeitlebens der Sport und unterstützte Rugby und andere Sportarten an der Universität Pretoria, so dass das Universitäts-Stadion nach ihm benannt wurde.
Louis Celliers de Villiers starb am 9. Oktober 1958 in Pretoria.

## Familie
L. C. de Villiers heiratete am 26. Juni 1915 Agnis Therese Wilhelmina Justicia Antonia van Kessel Marais Scholtz und hatten einen Sohn, Louis Scholtz de Villiers (1923–2004).

## Erfolge
- Deutscher Meister 1907
- Süddeutscher Meister 1907
- Südkreismeister 1907
- Gaumeister Oberrhein 1907

## Auszeichnungen/Ehrungen
- L. C. de Villiers Sammlung an Fossilien, Gesteinen, Mineralien etc. trägt zu seinen Ehren den Namen LC de Villiers Geology Museum.[7]
- Das Universitäts-Stadion von Pretoria trägt zu seinen Ehren seinen Namen: LC de Villiers Oval.